# Громов, Николай Николаевич (футболист)
Никола́й Никола́евич Гро́мов (1892, Санкт-Петербург — 1943) — российский футболист, защитник.

## Биография
В 1912 году выступал за петербургский «Триумф», а с 1913 по 1915 год за «Спорт». Провёл один матч за сборную России 14 сентября 1913 года против сборной Норвегии.